# Camaronesita
La camaronesita és un mineral de la classe dels fosfats. Rep el nom de la localitat de Los Camarones (Xile), la seva localitat tipus.

## Característiques
La camaronesita és un fosfat de fórmula química [Fe3+(H₂O)₂(PO₃OH)]₂(SO₄)·1–2H₂O. Va ser aprovada com a espècie vàlida per l'Associació Mineralògica Internacional l'any 2012, sent publicada per primera vegada el 2013. Cristal·litza en el sistema trigonal. La seva duresa a l'escala de Mohs és 2,5.
Els exemplars que van servir per a determinar l'espècie, el que es coneix com a material tipus, es troben conservats a les col·leccions mineralògiques del Museu d'Història Natural del Comtat de Los Angeles, a Los Angeles (Califòrnia) amb els números de catàleg: 64023, 64024, 64025, 64026 i 64027.

## Formació i jaciments
Va ser descoberta al jaciment de sulfats Cuya NE9, a la localitat xilena de Los Camarones, a la província d'Arica (Arica i Parinacota, Xile). Es tracta de l'únic indret de tot el planeta on ha estat descrita aquesta espècie mineral.